# Beaulieu (stacja metra)
Beaulieu – stacja metra w Brukseli, na linii 5. Znajduje się w gminie Auderghem. Zlokalizowana jest pomiędzy stacjami Delta i Demey. Została otwarta 20 września 1976. Do 1977 roku była wschodnią stacją końcową na linii 1A, gdy została otwarta trasa do stacji Demey. W 1985 roku linia została rozbudowana do stacji Herrmann-Debroux. W kwietniu 2009, po reorganizacji metra roku stała się częścią linii 5.